# Die schönste Bescherung
Die schönste Bescherung ist ein deutscher Fernsehfilm der Regisseurin Karin Heberlein aus dem Jahr 2024.

## Handlung
Erfurt, zwei Tage vor Heiligabend. Leonie und Kian Rigi leben seit einiger Zeit getrennt. Während Leonie, die in der Adventszeit auf dem Erfurter Weihnachtsmarkt einen Stand betreibt, mit dem Studenten Jesper, der in ihrer Werkstatt für Kunstgewerbliches aushilft, ihr neues Glück gefunden hat, leidet Kian unter der Aussicht, nach den Feiertagen endgültig aus der gemeinsamen Wohnung ausziehen zu müssen. Für ihre beiden Kinder Sima und Elyas möchte das ehemalige Paar trotz der Umstände ein möglichst normales Weihnachtsfest ausrichten. Doch Elyas, der die Trennung seiner Eltern nicht tatenlos hinnehmen will, hat bereits Kians Mutter auf den Plan gerufen: Noch am Abend stehen Oma Britta und Opa Navid ohne Vorankündigung auf der Matte und nisten sich unter dem Vorwand, nach einem Zimmerbrand vorerst nicht zuhause wohnen zu können, kurzentschlossen über die Feiertage bei den Kindern ein.
Leonie zeigt sich von dem spontanen Besuch wenig begeistert, bemüht sich zunächst jedoch um gute Miene. Als Britta ihr jedoch ihre Hilfe beim Verkauf aufdrängt und im Beisein von Jesper einmal mehr ungefragt Ratschläge erteilt, wie Leonie doch noch ihre Ehe mit Kian retten könnte, kommt es beim gemeinsamen Abendessen zum handfesten Streit. Kurz darauf ist Elyas, der zuvor aus dem Zimmer gerannt war, nicht mehr in der Wohnung aufzufinden. Die Familie vermutet, dass er zur Laube von Leonies verstorbener Mutter aufgebrochen ist, wo er am Mittag sein Stofftier hat liegen lassen. Leonie und Kian brechen sofort auf, um ihn zu suchen, doch kaum sind sie angekommen, erhalten sie Nachricht von zuhause: Elyas war bloß auf den Dachboden geklettert. Ein starkes Gewitter zwingt die beiden schließlich dazu, die Nacht in der Laube zu verbringen, wo sie versöhnlich über das Ende ihrer Beziehung sinnieren.
Als sie am nächsten Morgen zur Wohnung zurückkehren, finden sie ein Baby vor der Tür vor, dem ein Zettel mit der Aufschrift „Für Kian Rigi“ beiliegt. Kian fürchtet, dass das Kind das Ergebnis eines One-Night-Stands im Frühjahr zuvor sein könnte, doch obwohl er schon bald widerlegen kann, der Vater des Babys zu sein, reagiert Leonie zunächst fassungslos. Jugendbetreuer Kian kann schließlich seinen ehemaligen Schützling, die 16-jährige Mascha, als Mutter des Kindes ermitteln. Sie verwehrt ihm das Gespräch, vertraut sich auf Kians Bitten hin jedoch Leonie an, die Mascha anrät, ihre Entscheidung zu überdenken, und Kindsvater Reiko und sie zum Weihnachtsfest in der Familie einlädt. Als es während des Abendessens klingelt, stehen Mascha und Reiko schließlich vor der Tür, um ihre Tochter zu besuchen. Gemeinsam findet sich die Familie mit ihren Gästen zur Bescherung in Wohnzimmer ein, wo der Tannenbaum plötzlich Feuer fängt und alle aufspringen lässt.

## Hintergrund

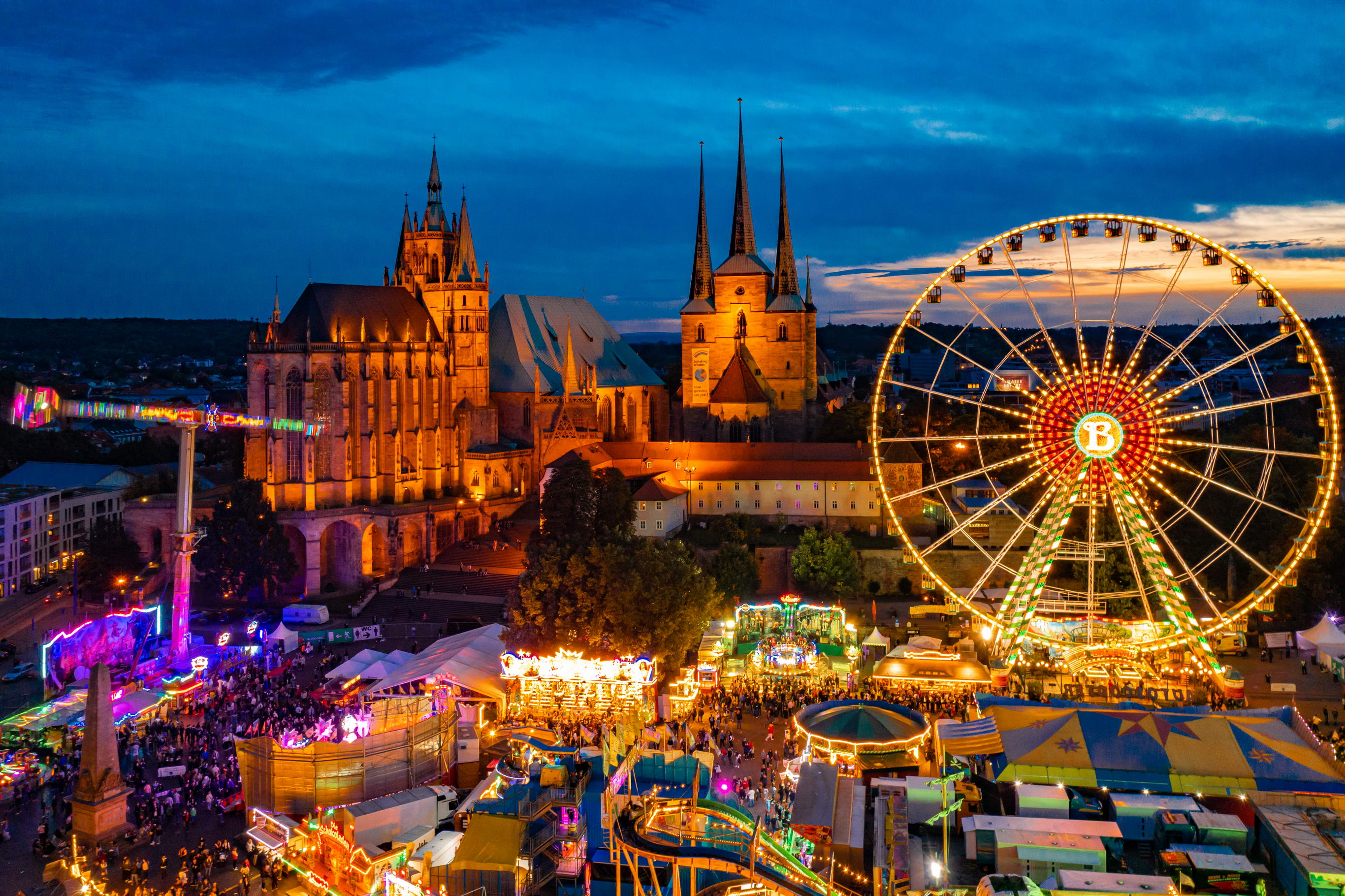
Der Erfurter Weihnachtsmarkt am Domplatz diente unter anderem als Motiv im Film.

Die schönste Bescherung wurde von Bantry Bay Productions im Auftrag der ARD Degeto für Das Erste hergestellt. Das Drehbuch zum Film schrieb Sophia Krapoth. Die Regie übernahm Karin Heberlein. Als Produzentin trat Ariane Krampe in Erscheinung. Die Redaktion lag bei Christoph Pellander und Stefan Kruppa von der Degeto. Die ARD beschrieb den Film in ihrer Presseankündigung als „eine moderne Weihnachtsgeschichte um eine deutsch-persische Familie, in der der Clash der Generationen, Kulturen, Traditionen und gesellschaftlichen Erwartungen und andere unerwartete Überraschungen die Festtage zu mehr als einer Herausforderung machen“. Darstellerin Jutta Speidel bezeichnete Die schönste Bescherung als „Weihnachtsmärchen“ sowie „Weihnachtsfilm für die ganze Familie“.
Die Dreharbeiten fanden vom 8. November bis 12. Dezember 2023 an verschiedenen Orten am Hauptspielort Erfurt sowie in Berlin und Umgebung statt. In der thüringischen Landeshauptstadt fungierten unter anderem ein Wohnhaus in der Bebelstraße 10 in der Johannesvorstadt, das Flussufer an der Gera sowie der Erfurter Weihnachtsmarkt am Domplatz mit dem beleuchteten Ensemble von Erfurter Dom und Severikirche im Hintergrund als Kulisse. In Berlin standen wiederum das Kumpelnest 3000 im Ortsteil Tiergarten sowie ein Wohnkomplex im Bayernring 3–4 im Bezirk Tempelhof-Schöneberg Pate. Die Musik zum Film steuerte Komponist Ephrem Lüchinger bei. Zu den wenigen Weihnachtsliedern, die neben seinem Score im Laufe des Films zu hören sind, gehören A Holly Jolly Christmas von Lady A und Snow Fall on the Patio von Heidi Happy.

## Rezeption

### Kritik

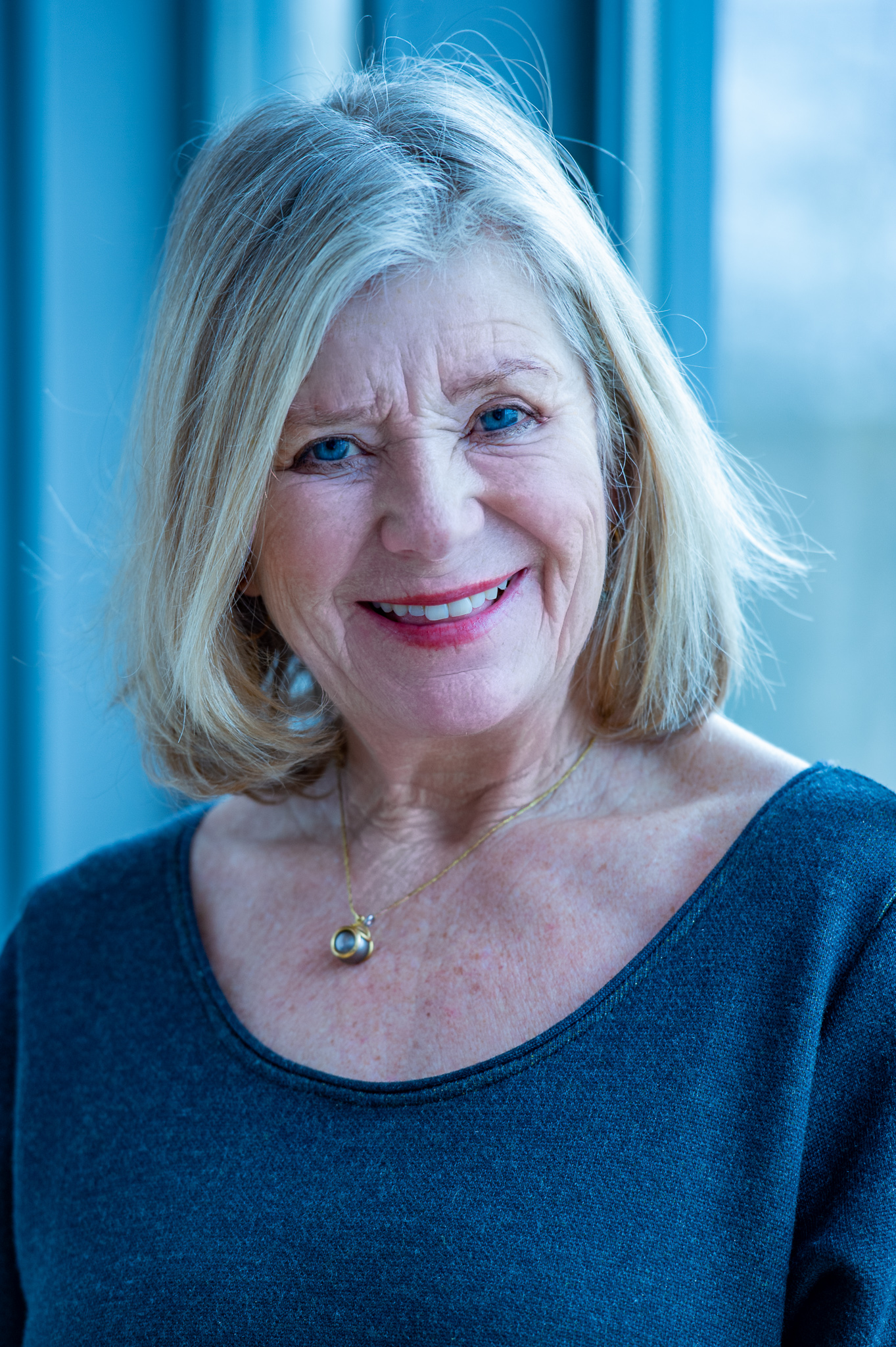
Die Besetzung um Jutta Speidel erhielt vorwiegend positive Kritiken für ihr Spiel.

Rainer Tittelbach von Tittelbach.tv schrieb: „Wer annimmt, Die schönste Bescherung sei eine dieser mit reichlich Zuckerguss überzogenen Weihnachts-Dramoletts unseliger ARD-Degeto-Zeiten, der sieht sich angenehm enttäuscht [...] Das Konzept dieses final versöhnlichen Weihnachtsfamiliendramas ist ein angenehm realistisches: Das beginnt beim Spiel der sympathischen Hauptdarsteller und der Art, wie und worüber das Ex-Paar miteinander redet. Auch spielt die Arbeit der beiden für die Geschichte und die Psychologie eine entscheidende Rolle. Mit der Idee einer Weihnachtsmarkt-Verkäuferin als Hauptfigur verlässt der Film die typische Konsumenten-Perspektive des Fests der Feste (und seiner Filme). Konsequenterweise sorgt auch die Filmsprache für weitere Realismus-Effekte.“
Prisma-Rezensent Hans Czerny schrieb, dass Die schönste Bescherung von „Weihnachtsschmu“ weitgehend befreit sei und Krapoth und Heberlein „ein bekanntes Strickmuster durch in ihrem etwas anderen Weihnachtsfilm“ spielten. Er urteilte ferner: „Erst das Chaos, und danach kommt der Weihnachtsfrieden. Dabei riskieren sie den Spagat zwischen einer romantischen Weihnachtskomödie, wie von ARD-Degeto und der erhofft anhänglichen Zuschauerschaft beim Freitag im Ersten verlangt, und einer gewissen Modernität, die in ihrem Bemühen um Realitätsbezug oft etwas hölzern wirkt.“
Tilmann P. Gangloff befand in seiner Rezension für das Internetportal Evangelisch.de, dass der Film „dem erwartungsfrohen Titel zum Trotz für ein böses Erwachen“ sorge. Das Drehbuch von Sophia Krapoth habe „zwar komisches Potenzial, ist aber nicht mal eine Tragikomödie, sondern ein Trennungsdrama reinsten Wassers“, dessen Geschichte nur selten lustig sei. Gangloff urteilte ferner, dass es der Produktion an fesselnder Inszenierung und ausreichend Tempo mangele, während die Musik wiederum „stellenweise entschieden zu fröhlich“ wirke. Hinzu komme, dass „nicht alle jungen Mitwirkenden rundum überzeugend“ seien, während hingegen das Spiel der erwachsenen Mitglieder des Ensembles „ausnahmslos sehenswert“ daherkomme.
Das Online-Portal Filmdienst bezeichnete die Produktion als „weihnachtlichen Film mit dem Erfurter Weihnachtsmarkt als attraktiver Kulisse und einer bescheidenen Handlung, deren versöhnliches Ende nie in Frage steht. Die Belastung einer Trennungsphase wird dabei nur als Auslöser des Plots benötigt, aber nie sehr realistisch betrachtet, da am guten Willen aller Figuren, die Situation zu bewältigen, keine Zweifel aufkommen“. TV Spielfilm bewerte die Produktion hingegen positiv und bezeichnete Die schönste Bescherung als „zeitgemäßen, turbulenten Weihnachtsfilm“. Klaus Braeuer von der Münchner Abendzeitung urteilte, dass Heber „sehr unterhaltsam, humorvoll und dabei auch realittsnah“ inszeniert habe, dem Film jedoch „etwas mehr Tempo“ nicht geschadet hätte.

### Einschaltquoten
Die schönste Bescherung wurde am 13. Dezember 2024 in der ARD Mediathek zur Veröffentlichung freigegeben. Die TV-Erstausstrahlung erfolgte einen Tag später zur Hauptsendezeit im Ersten. Mit 3,54 Millionen Zuschauern und einem Marktanteil von 15 Prozent avancierte die Produktion hinter den ZDF-Serien Jenseits der Spree und SOKO Leipzig sowie der heute-show und der vorausgegangenen Tagesschau-Ausgabe zur fünftmeistgesehenen Sendung des Tages. In der werberelevanten Zielgruppe der 14- bis 49-Jährigen konnte ein Marktanteil von 7,9 Prozent bei 0,32 Millionen Zusehern erzielt werden.

## Verweise
- Die schönste Bescherung in der Das Erste-Mediathek. Video (88 Min.), abrufbar bis 13. Dezember 2025
- Die schönste Bescherung bei IMDb
- Die schönste Bescherung  bei crew united